# Tenência

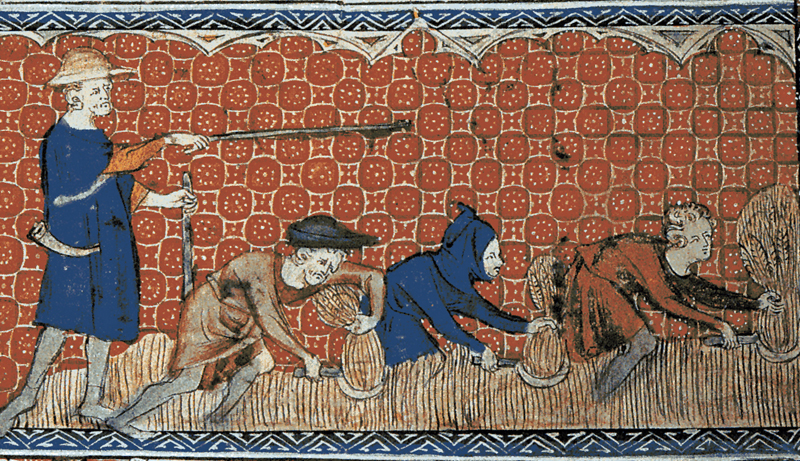

A tenência (do latim vulgar tenentia,ae: 'o que se tem, bens', de tenens,entis, particípio presente de tenēre: 'ter') é uma das três divisões do feudo e um título governativo.  O tenente foi, na Idade Média, representante da autoridade do rei. 
Do termo 'tenência', derivou, por volta do século XIII, a palavra tença, que era uma remuneração por serviços prestados. Essa pensão, geralmente pecuniária, podendo ser vitalícia ou não, era concedida pelo governo ou por instituição particular a alguém, para prover-lhe o sustento, sendo inalienável e incomunicável. Tença, tal como a côngrua, era também uma renda periódica destinada à manutenção de membros de comunidade religiosa.
"Tenência" também é a casa em que o tenente habita ou antigo ofício, repartição do tenente-general de artilharia. Posteriormente, passou a significar 'posse' ou direito de ter algo como própria. Também ganhou o sentido de 'vigor, firmeza', prudência, precaução ou cautela. "Tomar tenência de algo" significa observar atenta e cautelosamente. Ao longo do tempo a expressão "tomar tenência" passou a significar 'examinar prudentemente', acabando por ganhar o significado mais amplo de agir com prudência ou "tomar juízo".